# Анастасиев, Валентин Алексеевич
Валентин Алексеевич Анастасиев (1925—2009) — советский военный деятель и украинский политический деятель. Участник Великой Отечественной войны. Член КПСС и КПУ. Участник Парада Победы.

## Биография
Родился в селе Пивоварово, ныне Вязниковский район, Владимирской области в многодетной семье рабочего. После окончания Пивоваровской школы в 1940 году поступил в Вязниковский льнотехникум.
В ряды РККА призван Вьязниковским районным военным комиссариатом в 1943 году. На фронтах Великой Отечественной войны с 12 июля 1943 — стрелок 2-го стрелкового батальона 127-го гвардейского стрелкового полка 42-й гвардейской стрелковой дивизии 40-й армии. В боях по расширению плацдарма на правом берегу Днепра был ранен.
После лечения в госпитале направлен на учёбу в Московское военно-инженерное училище, которое окончил в мае 1946 года. Участник Парада Победы на Красной Площади 24 июня 1945 года. До 1949 года командовал курсантским взводом в Ленинградском военно-инженерном училище.
С сентября 1949 по июнь 1955 учился в Военно-инженерной академии имени В. Куйбышева, где получил квалификацию «военный инженер-радиотелемеханик».
С мая 1955 по декабрь 1986 проходил военную службу на командных должностях в соединениях ракетно-технических войск ВС СССР. С апреля 1975 года — генерал-майор. В 1987 году вышел в запас.
С 1988 года по февраль 1999 начальник районного спортивно-технического центра «Харьковский» (город Киев) Общества содействия обороне Украины.
Участник майского парада в 1995 году на Красной площади в Москве, посвящённого дню Победы.
С февраля 1999 года — народный депутат Украины 3-го (1999—2002) и 4-го (2002—2006) созывов.
Умер в 2009 году, в Киеве. Похоронен в Москве на Троекуровском кладбище, участок 7в.

### Гражданско-политическая деятельность
Член КПСС с 1947 года.
В 1979—1987 годах избирался депутатом Ивано-Франковского областного совета депутатов трудящихся.
В 1988—1997 годах — заместитель председателя, председатель Совета ветеранов Харьковского района города Киева. С 1997 года — председатель Киевского городского совета Организации ветеранов Украины.
С 2004 года — первый заместитель председателя, а с 2008 года — председатель совета Организации ветеранов Украины.

### В Верховной Раде Украины
В феврале 1999 года избран народным депутатом Украины 3-го созыва по списку КПУ (№ 104). Был членом Комитета по делам пенсионеров, ветеранов и инвалидов (с 02.1999), член фракции КПУ (с 02.1999).
В апреле 2002 года избран народным депутатом Украины 4-го созыва по списку КПУ (№ 40). Возглавлял подкомитет по делам ветеранов войны и труда Комитета по делам пенсионеров, ветеранов и инвалидов (с 06.2002), член фракции КПУ (с 05.2002).

## Награды
Советские:
- Орден Отечественной войны 1-й степени;
- 2 ордена Красной Звезды;
- Орден «За службу Родине в Вооружённых Силах СССР» 3-й степени;
- ряд медалей[1].

Украинские:
- Орден князя Ярослава Мудрого V степени (21 февраля 2005) — за выдающийся личный вклад в развитие государственного строительства, активное участие в общественно-политической деятельности и по случаю 80-летия со дня рождения[3];
- Орден Богдана Хмельницкого I степени (5 мая 2009, посмертно) — за мужество и самопожертвование, проявленные в борьбе с фашистскими захватчиками в отстаивании свободы и независимости Родины, весомый личный вклад в развитие ветеранского движения, патриотическое воспитание молодежи[4];
- Орден Богдана Хмельницкого II степени (1999)[5];
- Орден Богдана Хмельницкого III степени (4 мая 1998) — в честь ратных и трудовых заслуг, за активную общественную работу и по случаю 53-й годовщины Победы в Великой Отечественной войне 1941—1945 годов[6];
- Почётная грамота Кабинета Министров Украины — за активную общественную деятельность, весомый личный вклад в патриотическое воспитание молодежи и по случаю 59-й годовщины Победы в Великой Отечественной войне[7];
- Юбилейная медаль «60 лет освобождения Украины от фашистских захватчиков».

Награды стран СНГ:
- Медаль Жукова;
- Юбилейная медаль «50 лет Победы в Великой Отечественной войне 1941—1945 гг.»;
- Юбилейная медаль «60 лет Победы в Великой Отечественной войне 1941—1945 гг.».